# Partidul Comunist Marxist–Leninist (Turcia)
Partidul Comunist Marxist–Leninist (în turcă Marksist-Leninist Komünist Partisi, abreviat MLKP) este un partid comunist de orientare hodjaistă care acționează în ilegalitate în Turcia.

## Istoric
MLKP a fost format în septembrie 1994, prin unirea Partidului Comunist/Marxist–Leninist – Hareketi (TKP/ML–Hareketi) și a Mișcării Muncitorilor Comuniști (TKİH). La acea dată, TKP/ML–Hareketi era cea mai mare organizație dintre cele două. Ambele grupări proveneau din tabăra care susținea politicile comuniste albaneze ale dictatorului Enver Hodja. Procesul de negociere pentru realizarea uniunii celor două grupări a început în 1989. Inițial, MLKP s-a autodenumit 'MLKP-Kuruluș' (MLKP-Fundația).
În septembrie 1995, la primul congres al MLKP-K, Partidul Comunist/Marxist–Leninist (Noua Construcție) (TKP/ML (YİÖ)) s-a autodizolvat și el în noua grupare politică, iar numele acesteia a fost schimbat în MLKP. Spre sfârșitul aceluiași an a avut loc o sciziune. Un grup de activiști a părăsit partidul și a înființat Partidul Comunist - Construcția (KP-İÖ).
Începând din 2007, gruparea a fost listată printre cele 12 organizații teroriste active în Turcia, conform Departamentului pentru Contra-terorism și Operațiuni din cadrul Directoratului General al Securității.

## Organizare
Aripa tânără a MLKP se numește „Organizația Comunistă de Tineret” (în turcă Komünist Gençlik Örgütü, abreviat KGÖ).
MLKP deține și o aripă militară, „Forțele Armate ale Săracilor și Oprimaților” (în turcă Fakirlerin ve Ezilenlerin Silahlı Kuvvetleri, abreviat FESK). Gruparea a căpătat expunere internațională în urma atentatului cu bombă pe care l-a executat la hotelul Hilton Istanbul Bosphorus, înaintea Summitului NATO de la Istanbul, din iunie 2004, când patru persoane au fost ucise. În aprilie 2015 s-a anunțat că MLKP a înființat un centru permanent de pregătire militară în zonele controlate de PKK din Kurdistanul irakian. În iulie 2015, gruparea a încercat să execute un atentat cu bombă împotriva companiei turce de media Star Media Group.
Organizația editează trei periodice: Atılım (Saltul) (sau Yeni Atılım (Noul salt)), un buletin cotidian, Partinin Sesi (Vocea partidului), o publicație instituțională, și Teoride Doğrultu (Direcția în teorie), un jurnal de teorie politică). Ultima ediție a Teoride Doğrultu, a 35-a, a fost publicată în 2009.

### Resurse umane
Un studiu realizat în 2007 de Departamentul pentru Contra-terorism și Operațiuni din cadrul Directoratului General al Securității, pe baza dosarelor unor persoane condamnate pentru terorism conform legilor Turciei, incluzând 826 de militanți ai MLKP și ai celorlalte trei organizații de extremă stânga active în Turcia, a relevat că 65% din membrii acestora au vârstele cuprinse între 14 și 25 de ani, 16,8% între 25 și 30, iar 17,5% peste 30 de ani. Absolvenții de universități constituiau 20,4% din membri, absolvenții de liceu 33,5%, absolvenții de școală secundară 14%, absolvenții de școală primară 29,9%, iar persoanele analfabete 1,9%. Conform dosarelor care au stat la baza studiului, MLKP nu avea nici un membru condamnat pentru terorism care să nu fi absolvit o formă de învățământ.

## Implicarea în Războiul Civil Sirian
S-a raportat că MLKP a trimis voluntari în Siria care luptă alături de Unitățile de Apărare a Poporului (YPG) din Kurdistanul sirian încă din 2012. Cel puțin cinci din acești militanți fuseseră uciși în război până în luna februarie 2015, unul în bătălia de la Ras al-Ayn, iar trei în asediul orașului Kobanî. MLKP și-a declarat și intenția de a forma o brigadă internațională de stânga în cadrul YPG, modelată după Brigăzile Internaționale care au luptat de partea celei de-a Doua Republici Spaniole în Războiul Civil Spaniol. Spre sfârșitul lunii ianuarie 2015, partidul a publicat un film realizat în Cantonul Jazira, aparent înfățișând câțiva voluntari comuniști europeni din rândurile sale, vorbitori de spaniolă și germană. În martie 2015 s-a raportat că Ivana Hoffmann, membră de naționalitate germană a MLKP, născută dintr-o mamă germană și un tată togolez, a fost ucisă în ciocnirile cu Statul Islamic în Irak și Levant.
În iunie 2015 a fost anunțată formarea Batalionul Internațional de Eliberare (BIE), o organizație militară cuprinzând grupările de stânga care luptă alături de YPG.
Militanții MLKP s-au alăturat formațiunilor PKK din nordul Irakului care au acționat pentru apărarea minorității yazidite din Sinjar, în decembrie 2014.